# Smile (Tesseract)
Smile è un singolo del gruppo musicale britannico Tesseract, pubblicato il 23 giugno 2017 dalla Kscope.

## Descrizione
Secondo quanto spiegato dal cantante Daniel Tompkins, il testo del brano rappresenta una «manifestazione di un'entità»:
Una versione estesa e rivisitata del brano è stata in seguito inclusa nella lista tracce del quarto album in studio Sonder, uscito il 20 aprile 2018.

## Video musicale
Sebbene non sia stato realizzato alcun video per il brano, i Tesseract hanno reso disponibile un lyric video in concomitanza con il lancio del singolo.

## Tracce
1. Smile – 3:26 (testo: Daniel Tompkins – musica: Acle Kahney, Tesseract, Aidan O'Brien)